# Solanum microphyllum
Solanum microphyllum är en potatisväxtart som först beskrevs av Jean-Baptiste de Lamarck, och fick sitt nu gällande namn av Michel Félix Dunal. Solanum microphyllum ingår i släktet skattor som ingår i familjen potatisväxter. Inga underarter finns listade i Catalogue of Life.